# インディペンデンス (オレゴン州)
インディペンデンス（Independence）はオレゴン州ポーク郡の都市。ウィラメット川西岸、オレゴン州道51号線沿いのモンマス西方に位置する。セイラム大都市圏に属する。旧市街地30スクエアブロックはアメリカ合衆国国家歴史登録財として登録されている。2010年国勢調査での人口は8,590人。 

## 歴史
1845年6月、ミズーリ州インディペンデンスから移住してきたエルヴィン・A・トープが現在のインディペンデンスの地を訪れた。その後彼は現在「オールド・タウン」と呼ばれる地区に小さな町「トープタウン」を作り定住した。トープは生まれ故郷の「インディペンデンス」という名前を採用し、その後この町はそのように呼ばれるようになった。
1847年11月14日、ヘンリー・ヒルがウィラメット川西岸1.6km四方の土地の領有宣言を行った。その20年後の1867年、ゴールドラッシュから帰ってきたヒルはもとの土地に40エーカーの土地を取得、のちに「ヘンリー・ヒルズタウン」と呼ばれるようになった。そして1885年2月26日、トープタウンとヘンリー・ヒルズタウンが合併、インディペンデンスが発足した。ヘンリー・ヒルの名前はその後小学校の名前に採用されている。

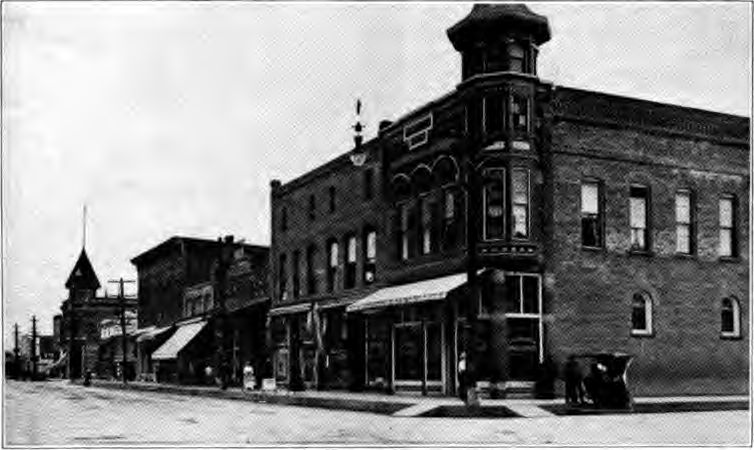
1920年に撮影されたインディペンデンスのダウンタウン

1950年代までインディペンデンスは舟運、鉄道の積替え地点として発展した。また、1890年代から1940年代まではビールの原料であるホップの産地として知られており、「ホップ・フェスタ」が1930年代初頭から1950年代中頃まで開催されていた。しかし、ホップの生産は1950年代から低下し始め、インディペンデンス市もその頃から衰退し始めた。
1960年代まで、インディペンデンス市街地には主要な幹線道路が通っていなかったが、1964年8月14日にインディペンデンス州立空港が開港、交通アクセスが改善された。

## 地理
アメリカ合衆国国勢調査局によると、インディペンデンス市の総面積は7.30km²、そのうち陸面積が7.07km²、水面積が0.23km²である。また、ウィラメット川の支流であるアッシュ・クリークがインディペンデンス市内を流れている。  

## 人口動静
以下のデータは2010年国勢調査に基づく。
| 基礎データ - 人口：8,590人 - 世帯数：2,857世帯 - 家族数：2,021家族 - 人口密度：1,214.9人/km² - 住居数：3,168軒 - 住居密度：448.0軒/km² 人種別人口構成 - 白人：73.3% - アフリカン・アメリカン：0.4% - ネイティブ・アメリカン：1.8% - アジア人：1.2% - 太平洋諸島系：0.2% - その他：19.1% - 混血：4.1% - ヒスパニック・ラテン系：35.3% 世帯と家族 - 18歳未満の子供がいる: 42.0% - 結婚・同居している世帯: 51.6% - 未婚・離婚女性が世帯主である世帯:12.7% - 未婚・離婚男性が世帯主である世帯:6.5% - 非家族世帯: 29.3% - 単身世帯: 18.6% - 65歳以上の老人1人暮らし: 5.9% - 平均構成人数 - 世帯: 2.99人 - 家族: 3.45人 | 年齢別人口構成 - 18歳未満：30.5% - 18歳-24歳：13.9% - 25歳-44歳：27.3% - 45歳-64歳：19.5% - 65歳以上：8.7% - 年齢の中央値：28.3歳 - 男女比 - 男性：50.4% - 女性：49.6% 収入と家計（2000年国勢調査） - 収入の中央値 - 世帯: 36,790米ドル - 家族: 40,466米ドル - 性別 - 男性: 30,253米ドル - 女性: 22,527米ドル - 人口1人あたり収入: 13,933米ドル - 貧困線以下 - 対人口: 16.9% - 対家族数: 14.6% - 18歳未満: 22.5% - 65歳以上: 7.4% |